# Pluto i eld och lågor
Pluto i eld och lågor (engelska: Society Dog Show) är en amerikansk animerad kortfilm med Musse Pigg från 1939.

## Handling
En hundutställning ska hållas; bland deltagarna finns Musse Piggs hund Pluto tillsammans med ett flertal snobbiga överklasshundar. Under utställningens gång blir Pluto förtjust i en hundtjej bredvid honom. Efter ett tag blir både Musse och Pluto utkastade, men plötsligt börjar byggnaden brinna med hundtjejen kvar i.

## Om filmen
Filmen är den 104:e Musse Pigg-kortfilmen som producerades och den första som lanserades år 1939.
Filmen hade svensk premiär den 3 april 1939 på biografen Regina i Stockholm som innehåll i kortfilmsprogrammet Tre små grisar på vift, tillsammans med tre kortfilmer till; Den tappre lille skräddaren, Djupt i havet och Tre små grisar på vift. Samma år den 6 maj visades denna film som separat kortfilm på biografen Svarta Katten som också ligger i Stockholm.
Filmen har givits ut på VHS och DVD och finns dubbad till svenska.

## Rollista
- Walt Disney – Musse Pigg
- Pinto Colvig – Pluto[4]
- Billy Bletcher – domare
- John McLeish – man som öppnar bil[10]